# 谷口薬局 (徳島県)
有限会社谷口薬局 （たにぐちやっきょく）は、徳島県小松島市松島町に本社を置いていた医薬品・衛生材料を卸す企業であった。
現在メディセオ・パルタックホールディングスグループの一社「よんやく」である。

## 沿革
- 1914年（大正03年）12月 - 谷口庄平の薬種商として小売業を創業。
- 1927年（昭和02年） - 卸業を兼務する。
- 1947年（昭和22年）12月 - 「合資会社谷口薬局」を設立。
- 1965年（昭和40年）04月 - ビザン薬品(株)と「(株)内田風雲堂」と「(有)田口薬局」合併し「サンエイ薬品(株)」として発足。「谷口薬局」は、小売・調剤専門店となる。